# Daphne i Velma
Daphne i Velma (ang. Daphne & Velma) – amerykański film fabularny z 2018 roku w reżyserii Suzi Yoonessi. Piąty film fabularny na podstawie serialu animowanego Scooby Doo. Główne role w filmie zagrały Sarah Jeffery i Sarah Gilman.
Film został wydany w Stanach Zjednoczonych 22 maja 2018 na Blu-ray i DVD. W Polsce premiera filmu odbyła się 8 czerwca 2019 na antenie HBO.

## Obsada
- Sarah Jeffery jako Daphne Blake
- Sarah Gilman jako Velma Dinkley
- Vanessa Marano jako Carol
- Brian Stepanek jako Nedley Blake
- Nadine Ellis jako Elizabeth Blake
- Arden Myrin jako dyrektor Piper
- Brooks Forester jako Tobias Bloom
- Lucius Baston jako pan Nussbaum
- Courtney Dietz jako Mikayla
- Stephen Ruffin jako Nathan